# Sobasina scutata
Sobasina scutata är en spindelart som beskrevs av Fred R. Wanless 1978. Sobasina scutata ingår i släktet Sobasina och familjen hoppspindlar. Inga underarter finns listade i Catalogue of Life.